# Centurion: Defender of Rome
Centurion: Defender of Rome (lett. "Centurione: difensore di Roma") è un videogioco sviluppato dalla Bits of Magic e pubblicato dalla Electronic Arts, originariamente per MS-DOS nel 1990 e successivamente anche per Amiga, Sega Mega Drive e i computer giapponesi FM Towns e PC-98. 
È un gioco di guerra e di amministrazione ambientato nella Roma antica, principalmente del genere di strategia a turni, ma con alcuni elementi di azione, con una struttura generale che ricorda il precedente Defender of the Crown, progettato dallo stesso Kellyn Beck.
Venne pubblicato inizialmente in inglese a cui non seguì mai una versione localizzata ufficialmente in italiano, sebbene la confezione europea riportasse le didascalie in quattro lingue diverse tra cui l'italiano.

## Trama
Il gioco ha inizio nel 275 a.C., quindi nel periodo della Repubblica romana, quando Roma ha storicamente completato l'unificazione della penisola italica. Il giocatore prende le parti di un ufficiale di basso grado dell'esercito romano, ma in realtà sin dall'inizio del gioco ha il controllo completo di tutto lo Stato romano. Il suo compito è guidare Roma a conquistare il mondo conosciuto ovvero l'Europa e il bacino del Mediterraneo, comprese regioni che nella realtà non furono mai invase, come la Sarmatia. Man mano che l'espansione di Roma progredisce, il protagonista sale numerosi ranghi militari e statali romani (centurione, tribuno, legatus..) fino a diventare Cesare.

## Modalità di gioco
La schermata principale rappresenta una mappa del mondo romano, suddiviso in grandi province, e lo scopo del gioco ovviamente è conquistarle tutte. Inizialmente il giocatore controlla una sola provincia, l'Italia, e una sola legione di fanteria. Un turno di gioco corrisponde a un anno; in un turno ogni legione può spostarsi di una provincia oppure rinforzarsi con nuove leve.
Quando una legione entra in una provincia non romana, ha un incontro con il capo locale, un vero condottiero storico come Vercingetorige o Annibale. Tramite un breve scambio di messaggi diplomatici c'è a volte la possibilità di convincerlo ad arrendersi, così la provincia diventa pacificamente romana. Ma il più delle volte bisogna decidere se ritirarsi o tentare di conquistare la provincia con una battaglia; sebbene non visibile sulla mappa, ogni provincia ha sempre un esercito in difesa.
Conquistando province e compiendo altre azioni prestigiose, si sale progressivamente di rango; salendo di rango, si possono arruolare ulteriori legioni, anche più potenti (più grandi e con la cavalleria). Bisogna tener conto anche di dove si formano o rinforzano le legioni: ogni provincia può fornire un certo numero di uomini, che si rigenera col tempo, e ognuna fornisce soldati con un diverso grado di coraggio.
Armare legioni, come ogni altra cosa nel gioco, costa denaro: la moneta utilizzata è il talento. I talenti si possono guadagnare con le tasse, il saccheggio e le scommesse sulle corse di quadrighe.
Non ci sono altri imperi in gioco, le province non controllate da Roma appaiono come indipendenti e passive, ma occasionalmente compaiono eserciti e flotte ostili di ogni provenienza, che vagano per la mappa e possono anche attaccare Roma. Macedonia, Cartagine ed Egitto, fintanto che restano indipendenti, hanno una flotta permanente nei mari antistanti le rispettive province.
Le province controllate da Roma possono liberarsi anche tramite una rivolta. Il popolo di ogni provincia ha infatti un grado di felicità che varia in funzione di molti fattori, principalmente le tasse pagate, i saccheggi subìti e gli spettacoli di intrattenimento. Una provincia molto scontenta può ribellarsi e tornare indipendente, eventualmente combattendo se sono presenti legioni romane.
Il gioco si conclude con la vittoria quando si conquista tutta la mappa e la si tiene per almeno un anno senza rivolte, oppure con la sconfitta se si perdono tutte le province.

### Battaglie di terra
Le battaglie coinvolgono sempre una legione e un esercito nemico alla volta. Vengono giocate in un'apposita schermata con visuale in prospettiva. Sono una via di mezzo tra un gioco a turni e uno in tempo reale: infatti la battaglia scorre in modo continuo, ma in ogni momento il giocatore può metterla in pausa cliccando, per poter dare con tutta calma gli ordini alle proprie unità.
Le unità possono essere coorti di fanteria o di cavalleria, ma alcuni avversari hanno anche gli elefanti. Inoltre ogni esercito ha sempre un comandante, che nel caso dei romani è un generale realmente esistito. La prima legione ad esempio ha Scipione l'Africano, il migliore nel gioco. I comandanti romani hanno un tasso di carisma e uno di voce, che determina il raggio entro cui possono dare ordini alle truppe (ma alcuni ordini come la ritirata si possono dare istantaneamente all'intero esercito).
Le unità sono più vulnerabili se attaccate ai fianchi o da dietro, ma anche aspettare in difesa dà un certo vantaggio, perciò in genere la strategia si basa su questi due elementi. Il coraggio di ogni unità cala man mano che subisce perdite o in caso di morte del comandante, fino ad arrivare alla fuga. La battaglia è vinta quando tutti i nemici sono morti o fuggiti.

### Battaglie navali
Le navi (triremi, quinqueremi e galee) sono costose e disponibili da un certo rango in poi, ma fungono sia da trasporto sia da battaglia. Una battaglia navale è un piccolo gioco d'azione con visuale dall'alto, giocato con la tastiera o il joystick. È un duello tra le due navi ammiraglie, che possono catapultare proiettili, lanciare frecce, speronare o abbordare l'avversaria. Vincere questo duello migliora le proprie possibilità, ma non significa necessariamente vincere la battaglia navale: il risultato sarà comunque calcolato dal computer in base alla potenza delle flotte.

### Spettacoli
Si possono organizzare costosi spettacoli di intrattenimento, che servono a migliorare il morale della popolazione nella provincia interessata e ad aumentare il proprio prestigio. Solo nel caso di Roma stessa (la provincia Italia), si possono organizzare corse di quadrighe e duelli di gladiatori che devono essere effettivamente giocati con la tastiera o il joystick.
La corsa di quadrighe ha luogo nel Circo Massimo e non è solo una gara di velocità: è possibile speronare, frustare, corrompere gli avversari. Il suo scopo non è in realtà la felicità del popolo, ma il guadagno, in quanto scommettendo sulla propria quadriga si possono vincere centinaia di talenti. L'impostazione grafica e la modalità del gioco ricordano la celebre corsa delle bighe del film Ben Hur del 1959.
Il duello di gladiatori, che avviene invece nel Colosseo, è un tipico picchiaduro uno contro uno con visuale di profilo, dove lo scopo non è vincere, ma intrattenere il più possibile la folla con un combattimento interessante. La forza dei due contendenti (quello controllato dal computer può essere anche una fiera) è proporzionale a quanto si è speso per ingaggiarli. Al termine si ha la classica scelta "pollice su" o "pollice giù": anche qui bisogna cercare di compiacere la folla, risparmiando chi ha combattuto bene.

## Accoglienza
Le versioni Amiga, PC e Mega Drive di Centurion ottennero molti giudizi positivi dalla stampa contemporanea, tra cui un 94% di The Games Machine alla versione PC.
Tra i giudizi meno entusiasti, ad esempio il 3/5 di Dragon alla versione PC e il 57% di Amiga Power.

## Curiosità
Se si riesce tramite trattative pacifiche ad annettere l'Egitto, inizia poi una fase di gioco particolare dove si dovrà, con le parole, tentare di sedurre Cleopatra; in caso di successo, si avrà come ricompensa la possibilità di passare una notte con lei.